# Christopher Dedrick
Christopher Dedrick (* 12. September 1947 in Delevan, New York; † 6. August 2010 in Toronto, Kanada) war ein US-amerikanischer Musiker und Komponist.

## Leben
Christopher Dedrick wurde in einer musikalischen Familie geboren. Sein Vater war Posaunist und Arrangeur und seine Mutter eine Musiklehrerin. Sein Onkel war der Trompeter und Komponist Rusty Dedrick. Mit seinem Bruder Bruce und seiner Schwester Ellen sang er bereits in seiner Kindheit. Später gründeten sie mit The Free Design eine eigene Band. Sie erhielten 1966 bei Enoch Lights Plattenlabel Project 3 ihren ersten Plattenvertrag und veröffentlichten zwischen 1967 und 1971 sechs Softpop-Alben. Ein siebtes Album folgte 1972 bei dem Plattenverlag Ambrotype. Mit Be Free schrieb, komponierte und produzierte Dedrick 1972 sein erstes Solo-Album, welches allerdings erst im Jahr 2000 veröffentlicht wurde.
Ab 1972 lebte Dedrick in Toronto und begann als Komponist zu arbeiten. So schrieb er die Musik zu kanadischen Fernsehfilmen wie Flucht in die Freiheit und Zeugin auf der Flucht. Insgesamt 12 Mal war er für den kanadischen Fernsehpreis Gemini Award nominiert, wobei er drei Auszeichnungen erhielt. Für seine Musik zu The Saddest Music in the World wurde er 2004 mit einem Genie Award ausgezeichnet.
Am 6. August 2010 verstarb Dedrick im Alter von 62 an den Folgen seiner Krebserkrankung.

## Filmografie (Auswahl)
- 1972: Ein Draht im Kopf (The Happiness Cage)
- 1994: Der Mutter entrissen (Million Dollar Babies)
- 1994: Flucht in die Freiheit (Race to Freedom: The Underground Railroad)
- 1996: Das Mädchen aus der Stadt (Road To Avonlea, Fernsehserie, drei Folgen)
- 1999: Zeugin auf der Flucht (The Witness Files)
- 2000: Criminal Instinct – Liebe bis in den Tod (Love and Murder)
- 2002: Torso – Das Geheimnis der schwarzen Witwe (Torso: The Evelyn Dick Story)
- 2003: The Saddest Music in the World
- 2008: Population Zero – Die Welt ohne uns (Aftermath: Population Zero)
- 2010: Mein Papa ist 100 Jahre alt (My Dad Is 100 Years Old)